# علي بن أبي بكر السكران
علي بن أبي بكر السكران (818 - 895 هـ) إمام وشيخ متصوف من أعيان علماء حضرموت في زمانه. وهو شاعر وجداني مكثر، وأكثر شعره صوفي المنحى في التأمل بالله وفي مدح الرسول. له مسجد مشهور بمدينة تريم وهو مسجد الشيخ علي أوقف عليه أوقافًا كبيرة، وكان يقضي أيامه في أعمال البر وخدمة المجتمع. و «السكران» لقب لوالده أطلق عليه لما يعتريه من الأحوال وشدة التأثر في العبادة التي تجعل من يراه يظنه سكران.

## نسبه
علي بن أبي بكر السكران بن عبد الرحمن السقاف بن محمد مولى الدويلة بن علي بن علوي الغيور بن الفقيه المقدم محمد بن علي بن محمد صاحب مرباط بن علي خالع قسم بن علوي بن محمد بن علوي بن عبيد الله بن أحمد المهاجر بن عيسى بن محمد النقيب بن علي العريضي بن جعفر الصادق بن محمد الباقر بن علي زين العابدين بن الحسين السبط بن علي بن أبي طالب، وعلي زوج فاطمة بنت محمد ﷺ.
فهو الحفيد 22 لرسول الله محمد ﷺ في سلسلة نسبه.

## مولده ونشأته
ولد ببلدة تريم في حضرموت سنة 818 هـ، ووالدته مريم بنت أحمد بن محمد بارشيد. توفي جده وهو ابن سنة، وتوفي والده وهو ابن ثلاث سنوات، فنشأ تحت رعاية أخيه عبد الله العيدروس، وعمه عمر المحضار، وتلقى عن نوابغ العلماء في تريم وفيهم الصلحاء وأكابر المجتهدين في ذلك العصر. حفظ القرآن الكريم وتلاه بالتجويد، وأحكم قراءة الشيخين أبي عمرو ونافع، وحفظ «الحاوي الصغير» للقزويني في الفقه، و «الحاوي» في النحو، وعدة متون في كثير من الفنون. وكان كثير الاعتناء بكتاب «تحفة المتعبد» والعمل بما فيه، وبكتب الإمام الغزالي لاسيما كتاب «إحياء علوم الدين» فقد قرأه على أخيه عبد الله العيدروس خمسًا وعشرين مرة، وعند ختمه في كل مرة يصنع له أخوه وليمة للطلبة والفقراء.

## شيوخه
رحل إلى الشحر والغيل ومكث هناك أربع سنين، يقرأ على الفقهاء ويستزيد من علومهم، ثم رحل إلى عدن وزبيد وأخذ من علمائها، ثم إلى الحرمين الشريفين عام 849 هـ، فحج واعتمر وزار جده وأخذ عن كثير من العلماء هناك، ثم عاد إلى تريم. فمن مشايخه الذين أخذ عنهم:
| - عمه عمر بن عبد الرحمن المحضار - أخوه عبد الله بن أبي بكر العيدروس - محمد بن حسن جمل الليل | - سعد بن علي مذحج - محمد بن علي مولى عيديد - محمد بن أحمد بافضل | - محمد بن علي باعديلة - إبراهيم بن محمد باهرمز - محمد بن أحمد باغشير | - عبد الله بن محمد باغشير - عبد الله بن عبد الرحمن باوزير - مسعود بن سعد باشكيل |

## تلاميذه
ولما قدم تريم نصب نفسه للتدريس والإفتاء والإلباس والتحكيم، فأخذ عنه كثيرون في عدة فنون منهم أولاده، ومنهم:
| - عمر بن عبد الرحمن صاحب الحمراء - ابن أخيه أبو بكر بن عبد الله العدني | - محمد بن عبد الرحمن الأسقع - أحمد بن عبد الله شنبل | - محمد بن أحمد باجرفيل - قاسم بن محمد العراقي | - محمد بن سهل باقشير - محمد بن عبد الرحمن باصهي |

## من كلامه
وله كلام نفيس في علم الطريقة والحقيقة، منه:
- وافِقِ الكل، واجعل النية مع الله.
- عوّد نفسك التغافل؛ فإن مدار مصالح أهل الزمان عليه.
- القَبول من الله أقرب إلى سليم الجنان، من فصيح المنطق وبليغ اللسان.
- تعليم الصبي على يد غير أبيه أولى؛ لأن تعليم الأب للابن يورث الغلظة، فيتولد منه العقوق.
- الأدب الباطن له تأثير كما أن الأدب الظاهر له تأثير، فإذا أحدث ابن آدم معصية نفرت منه القلوب، ثم إذا ندم أثر ندمه في قلوب الناس، فترجع وتميل إليه، والندم هذا ضروري.

## شعره
وإذا ألقينا نظرة على شعره نجد فيه العواطف القومية، ولا يتخطى الجو الصوفي، ونعرض هنا نموذجا منه بقطع من مطولات:

## مؤلفاته
وصفه جماعة من العلماء بحسن التصنيف والملاحة وحسن التعبير وكمال الفصاحة. ومؤلفاته عديدة في مواضيع مختلفة، في تكبيرة الإحرام والاستفتاح والتعوذ والبسملة، وكذا في النكاح وفي قواعد النحو وعلم الميقات، وله وصية نافعة في الحث والتقوى والاعتناء بتحصيل الفضائل والفواضل، ومن مصنفاته أيضا:
| - «معارج الهداية إلى ذوق جنى المعاملة في النهاية» - «البرقة المشيقة في ذكر الخرقة الأنيقة وشيوخ الطريقة» | - «الدر المدهش البهي في مناقب الشيخ سعد بن علي المذحجي» - ديوان شعر أكثره في علوم الصوفية وفي الحضرات الربانية |

## ذريته
له سبعة بنين وخمس بنات، فأما البنات: بهية، وعلوية، ورقية، ومريم، وعائشة، والبنون: عبد الرحمن، ومحمد، وعمر، وعبد الله، وعلوي، وحسن، وأبو بكر.

## وفاته
توفي بتريم في الثاني عشر من شهر محرم سنة 895 هـ، وقُبر بجانب عمه المحضار في مقبرة زنبل.

### استشهادات
1. ↑  الزركلي، خير الدين (2002). الأعلام (PDF). بيروت، لبنان: دار العلم للملايين. ج. الجزء الرابع. ص. 267. مؤرشف من الأصل (PDF) في 2020-09-22.
2. ↑  الحامد، صالح بن علي (1423 هـ). تاريخ حضرموت. صنعاء، اليمن: مكتبة الإرشاد. ج. الجزء الثاني. ص. 767. {{استشهاد بكتاب}}: تحقق من التاريخ في: |تاريخ= (مساعدة)
3. ↑  الحبشي، أحمد بن زين. شرح العينية. سنغافورة: مطبعة كرجاي المحدودة. ص. 200.
4. ↑  الحبشي، عيدروس بن عمر (1430 هـ). عقد اليواقيت الجوهرية. تريم، اليمن: دار العلم والدعوة. ج. الجزء الثاني. ص. 980. {{استشهاد بكتاب}}: تحقق من التاريخ في: |تاريخ= (مساعدة)
5. ↑  السقاف، عبد الله بن محمد (1356 هـ). تاريخ الشعراء الحضرميين. القاهرة، مصر: مطبعة حجازي. ج. الجزء الأول. ص. 78. {{استشهاد بكتاب}}: تحقق من التاريخ في: |تاريخ= (مساعدة)
6. ↑  المشهور، عبد الرحمن بن محمد (1404 هـ). شمس الظهيرة (PDF). جدة، السعودية: عالم المعرفة. ج. الجزء الأول. ص. 130. مؤرشف من الأصل (PDF) في 2 يناير 2020. {{استشهاد بكتاب}}: تحقق من التاريخ في: |تاريخ= (مساعدة)